# Coopernook
Coopernook – miasto w Australii, w stanie Nowa Południowa Walia.